# SV Hafen Rostock 61
SV Hafen Rostock 61 is een Duitse sportvereniging uit Rostock, Mecklenburg-Voor-Pommeren. De club is actief in onder andere kegelen, volleybal, tafeltennis, wandelen en vooral in voetbal.

## Geschiedenis
Op 27 oktober 1961 werd de BSG Schiffahrt/Hafen Rostock opgericht en was eerst actief in handbal en voetbal. In 1970 promoveerden de voetballers naar de Bezirksliga Rostock, de derde klasse. Na twee seizoenen werd de club kampioen en promoveerde naar de DDR-Liga. De club had enkele spelers van FC Hansa Rostock in de rangen die aan het einde van hun carrière waren. De club werd een vaste waarde en werd in 1980/81 kampioen maar kon uiteindelijk niet promoveren naar de DDR-Oberliga. Twee jaar later werd opnieuw de titel behaald en ook deze keer kon de club niet doorzetten in de eindronde. In 1984 werd de DDR-Liga teruggebracht van vijf naar twee reeksen. De club kwalificeerde zich hiervoor maar doordat de concurrentie nu een stuk zwaarder werd kon de club maar één seizoen meer in de DDR-Liga blijven. Tot 1988 promoveerde of degradeerde de club elk jaar en kon dan weer meer dan één seizoen in de DDR-Liga blijven.
Na de Duitse hereniging werden de BSG's ontbonden en werd de naam SV Hafen Rostock 61 aangenomen. Na de opname in het gezamenlijke Duitse voetbalsysteem ging de club in de nieuwe Oberliga NOFV-Nord spelen, de derde klasse. De club degradeerde meteen naar de Verbandsliga, dat vanaf 1994 de vijfde klasse was. Na een degradatie in 1997 keerde de club in 2001 terug naar de Verbandsliga om er tot 2007 te blijven. Na twee degradaties op rij speelt de club nu in de Bezirksliga.